# Alex Call
Alexander Marvin Call (Burnsville, Minnesota, 27 de septiembre de 1994), más conocido como Alex Call, es un jugador profesional estadounidense de béisbol que se desempeña en la posición de jardinero derecho en Washington Nationals, equipo de las Grandes Ligas de Béisbol (MLB).

## Carrera
Call hizo su debut en la MLB con el equipo Cleveland Guardians, en el cual jugó una temporada (2022), después pasó a Washington Nationals, donde lleva jugando tres temporadas.